# Runglawan Sudmoon
Runglawan Sudmoon ( 1965 - ) es un botánico, y profesor tailandés.
Obtuvo su Ph.D en Bioquímica, en la Universidad Khon Kaen.

## Algunas publicaciones
- Chaveerach, A., Sudmoon, R., Tanee, T. et al. 2006. Three new species of Piperaceae from Thailand. Acta Phytotaxonomica et Geobotanica Sinica 44 ( 4 ): 447-453
- Chaveerach, A., Tanomtong, A, Sudmoon, R. et al. 2006. Genetic diversity among geographically separated populations of Nepenthes mirabilis. BIOLOGIA 61 ( 3 ): 295-298
- Sudmoon, R., Sattayasai, N., Bunyatratchata, W., Chaveerach, A., Nuchadomrong, S. 2008. Thermostable mannose-binding lectin from Dendrobium findleyanum with activities dependent on sulfhydryl content. Acta Biochimica et Biophysica Sinica 40 (9): 811-818
- Chaveerach, A., Sudmoon, R., Tanee, T. et al. 2008. Two new species of Curcuma (Zingiberaceae) used as cobra-bite antidotes. J. of Systematics & Evolution 46 ( 1 ): 80-88
- Sattayasai, N., Sudmoon, R., Nuchadomrong, S., Chaveerach, A., Kuehnle, A.R., Mudalige-Jayawickrama, R.G., Bunyatratchata, W. 2009. Dendrobium findleyanum agglutinin: production, localization, anti-fungal activity and gene characterization. Plant Cell Reports 28 (8): 1243-1252
- Sudmoon, R., Sattayasai, N., Chaveerach, A., Nuchadomrong, S., Kuehnle, A.R., Mudalige-Jayawickrama, R.G. 2009. Thermostable mannose binding lectin from Dendrobium findleyanum: production, localization and characterization. ComBio 2009 Conference, Christchurch, 6-10 de diciembre de 2009
- Chaveerach, A., Sudmoon, R., Tanee, T. et al. 2009. Maturase (matK) gene partial sequences from Curcuma species: GenBank accession numbers FJ687421, FJ687422, FJ687423, FJ687424, FJ687425.
- Chaveerach, A., Sudmoon, R., Tanee, T., Mokkamul, P. 2010. Notes on Piper rubroglandulosum (Piperaceae) in Thailand. Acta Phytotaxonomica et Geobotanica 60(3): 175-177

### Libros
- Arunrat Chaveerach, Runglawan Sudmoon, Tawatchai Tanee, Piya Mokkamul, Chatthong Juajan. 2005. The genus Piper in Thailand. Khon Kaen: Khon Kaen Karnpim. 114 pp. ISBN 974-666-554-5. (en thai). 2.ª ed. Khon Kaen Karnpim. 163 pp. ISBN 978-616-549-005-4

## Honores
- La abreviatura «Sudmoon» se emplea para indicar a Runglawan Sudmoon como autoridad en la descripción y clasificación científica de los vegetales.[1]